# Isotoma arborea
Isotoma arborea är en urinsektsart som först beskrevs av Carl von Linné 1758.  Isotoma arborea ingår i släktet Isotoma och familjen Isotomidae. Inga underarter finns listade i Catalogue of Life.